# Гончаров Олексій Володимирович
Олексій Володимирович Гончаров (нар. 17 травня 1965; Ростов-на-Дону) — український підприємець та інженер. Почесний консул Республіки Гватемала в Україні.

## Біографія

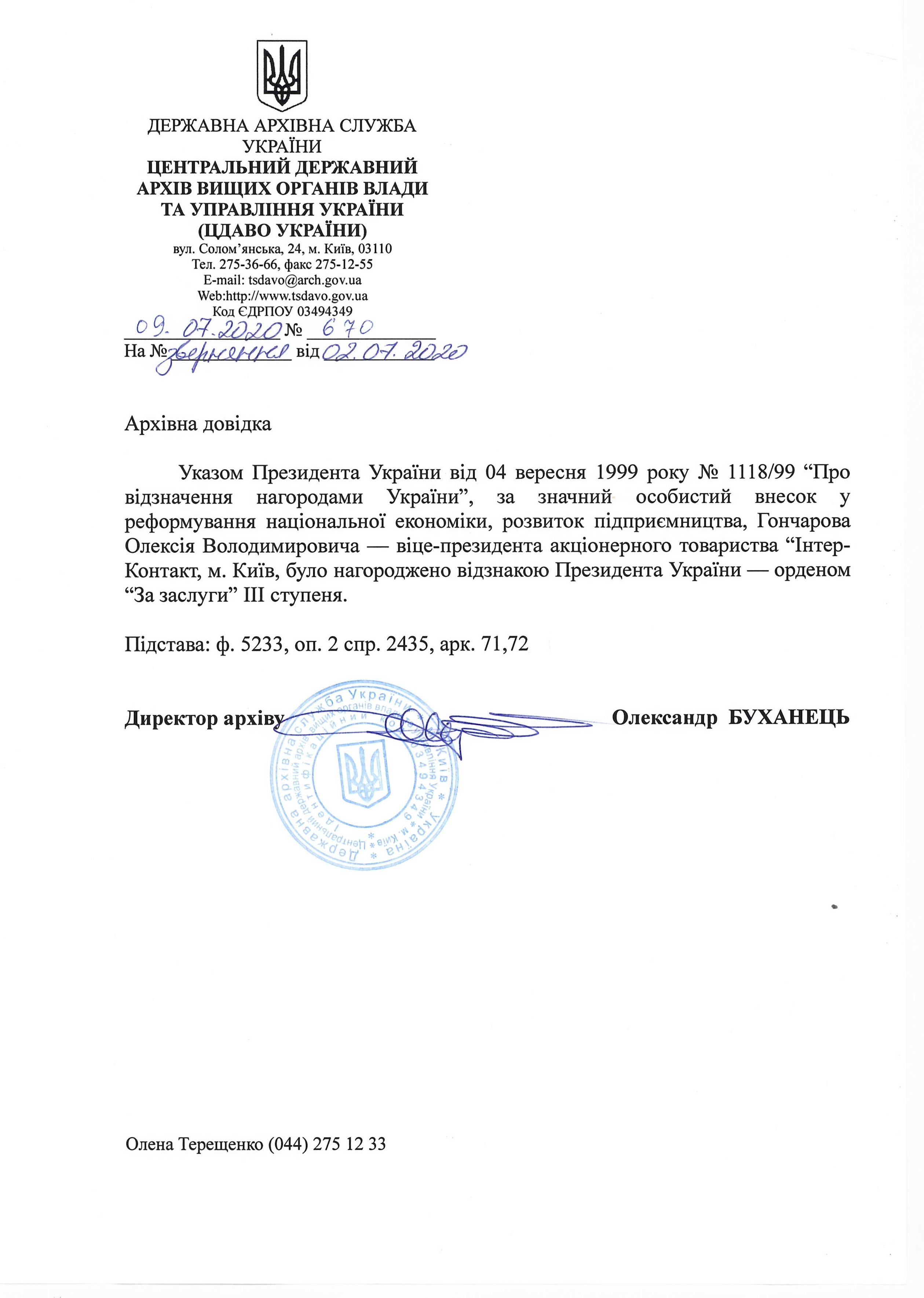
Архівна довідка Указу Президента України № 1118 (1999) про нагородження Олексія Гончарова орденом «За заслуги»

Народився 17 травня 1965 року в Ростові-на-Дону.
У 1988 році закінчив електромеханічний факультет Київського політехнічного інституту.
У 1988—1992 роках — інженер Виробничого об'єднання торговельного машинобудування «Томак».
З 1992 по 1993 рік очолював транспортно-експедиційне підприємство ТОВ «ІнтерКонтакт».
З 1993 по 2002 рік — віце-президент транспортно-експедиційного підприємства «Інтер-Контакт».
З 2002 року — президент транспортно-експедиційного підприємства «ІнтерКонтакт», а з 2007 — Почесний консул Республіки Гватемала в Україні.
Був помічником народного депутата Єдіна Олександра Йосиповича.

## Нагороди
- орден «За заслуги» III ступеня (4 вересня 1999 року) — за особистий внесок у реформування національної економіки, розвиток підприємництва[5];
- звання «Почесний Залізничник»[1];
- орден Святого Рівноапостольного Князя Володимира — за будівництво храму Вознесіння Господнього в місті Вишневому[1];

## Особисте життя
Одружений, має дітей.